# Despechá
"Despechá" (do castelhano despechada; lit. "desprezada, rejeitada") é uma canção da cantora-compositora espanhola Rosalía. Foi lançado no dia 28 de julho de 2022 pela Columbia Records como single do álbum Motomami+, versão deluxe do seu terceiro álbum de estúdio Motomami. A canção foi escrita por Rosalía, veteranos do reggaeton Chris Jedi, Gaby Music, e el Kagueto del Gueto, juntamente com os produtores de Motomami David Rodríguez, Noah Goldstein e Dylan Patrice. "Despechá" é uma faixa mambo, com elementos de merengue e electropop, sobre "as alegrias de deixar o trabalho e os homens tóxicos para trás e ir ao clube".
A canção foi recebida com um grande sucesso comercial pouco após seu lançamento, adquirindo o maior debut em streaming para uma canção em língua castelhana por uma artista feminina na história do Spotify. "Despechá" liderou as paradas musicais na Espanha, Panamá e Uruguai, ao mesmo tempo que ficou entre as dez primeiras em outros dezessete países. Foi a primeira vez que Rosalía entrou sozinha na Billboard Hot 100 e seu single de maior posição nas paradas na Billboard Global 200.
Um remix com a rapper estadunidense Cardi B seria lançado em 16 de dezembro de 2022.

## Antecedentes
Em março de 2022, Rosalía lançaria seu terceiro álbum de estúdio Motomami, que significou um afastamento do novo flamenco de seu predecessor e uma aproximação com a música latina com características vanguardista e experimental. O álbum gerou os singles "La Fama", "Saoko" e "Chicken Teriyaki" e foi recebido com grande sucesso comercial e aprovação da crítica, posteriormente se tornando o álbum mais avaliado e mais discutido do ano no agregador de críticas Metacritic. Para promover mais ainda o álbum, a cantora se lançou no Motomami World Tour, agendado para visitar dezessete países entre julho e dezembro de 2022.
A noite de estreia da turnê no Recinto Ferial em Almeria revelou três faixas inéditas, número que foi expandido para quatro após uma parada em Sevilha. Duas foram confirmadas como canções descartadas de Motomami, enquanto outra foi escrita especificamente para temporada de turnê. "Despechá" — à época conhecida como "Lao a Lao" pelos fãs, performa-se entre um medley clássico de reggaeton de quatro minutos que mistura "Papi Chulo..." de Lorna e "Gasolina" de Daddy Yankee com "TKN" e "Yo x Tu, Tu x Mi" de Rosalía; e a faixa inédita "Aislamiento". Durante o medley e "Despechá", Rosalía manda ao palco vinte fãs previamente selecionados pelo seu time de logística para dançar com ela e sua equipe de oito homens, chamados 'motopapis', marcando a performance como um destaque durante o show.
"Despechá" se tornou um favorito dos fãs, e vídeos da performance foram compartilhados no TikTok. No dia 12 de julho, Rosalía postou um vídeo no TikTok com um teaser da versão de estúdio da canção. Durante o show de 19 de julho em Madrid, a cantora perguntou à audiência se preferiam que a faixa fosse intitulada "Despechá" ou "Lao a Lao", a qual a audiência escolheu o primeiro. Após performá-la em sua apresentação em Bilbau no dia 27 de julho, Rosalía revelou que "Despechá" seria lançada nas plataformas digitais naquela mesma noite.

## Composição
"Despechá" é um mambo com elementos de merengue e electropop que possui uma duração de dois minutos e trinta e sete segundos. Descrita pela Pitchfork como "um milagre de eficiência, oscilando para frente e para trás entre dois acordes elásticos de piano enquanto percorre um ritmo percussivo igualmente rápido", a canção aborda a deixada do trabalho e a tristeza de lado para se divertir com amigos na balada e ver a vida da maneira mais hedônica possível. As referências nas letras incluem Fefita la Grande e o cantor dominicano Omega, que originalmente participou da faixa.
Sobre a faixa, Rosalía afirmou que "há muitas maneiras de ser despechá, neste tema, ocorre através da liberdade ou da loucura, se mover sem reservismos ou arrependimentos. Esse é o lugar de aonde eu faço música, de aonde eu fiz quando eu comecei pela primeira vez e de aonde eu irei continuar enquanto Deus me disser que posso. Eu estou grata por poder viajar nos anos recentes e pude aprender da música de outros países, incluindo a [República Dominicana], onde artistas como Fefita la Grande, Juan Luis Guerra, e Omega têm me inspirado e sem eles essa canção não existiria".

## Reconhecimentos
| Organização            | Ano  | Categoria           | Resultado | Ref.   |
| ---------------------- | ---- | ------------------- | --------- | ------ |
| MTV Video Music Awards | 2023 | Melhor Vídeo Latino | Indicado  | [ 17 ] |

## Videoclipe
Rosalía compartilhou uma prévia do vídeo musical em 9 de agosto de 2022. O videoclipe em si foi estreado no canal do YouTube da cantora no dia seguinte. Foi o terceiro vídeo musical da videografia de Rosalía a ser dirigido por Mitch Ryan, depois de "Hentai" e "Delirio de Grandeza". Inspirado nas coleções fotográficas Benidorm e Life's a Beach, por Martin Parr, assim como o costumbrismo espanhol, este apresenta Rosalía e sua equipe de dança do Motomami World Tour durante um dia de praia na vizinhança de Portixol, em Palma de Maiorca.

## Créditos
- Rosalia Vila – produção, letras, composição; vocais, batida, arranjos vocais
- Chris Jedi – produção, composição, batida
- David Rodríguez – produção, composição, produção adicional
- Noah Goldstein – produção, composição, bateria
- Dylan Patrice – produção, composição, piano
- Gaby Music – produção, composição
- Dimelo Ninow – composição

Pessoal técnico
- Manny Marroquin – engenheiro de mixagem
- Zach Peraya – assistente de mixagem
- Jeremie Inhaber – assistente de mixagem
- Anthony Vilchis – assistente de mixagem
- Chris Gehringer – engenheiro de masterização

## Desempenho nas paradas musicais
| Paradas musicais (2022)                          | Melhor posição |
| ------------------------------------------------ | -------------- |
| Argentina (Argentina Hot 100)                    | 2              |
| Bélgica (Ultratop 50 da Valônia)                 | 5              |
| Bolivia (Billboard)                              | 7              |
| Canadá (Canadian Hot 100)                        | 80             |
| Chile (Billboard)                                | 7              |
| Costa Rica (Monitor Latino)                      | 2              |
| Colômbia (Billboard)                             | 15             |
| República Dominicana (Monitor Latino)            | 3              |
| Equador (Billboard)                              | 6              |
| El Salvador (Monitor Latino)                     | 5              |
| França (SNEP)                                    | 6              |
| Mundo (Billboard Global 200)                     | 6              |
| Guatemala (Monitor Latino)                       | 5              |
| Honduras (Monitor Latino)                        | 5              |
| Irlanda (IRMA)                                   | 76             |
| Itália (FIMI)                                    | 32             |
| Luxemburgo (Billboard)                           | 11             |
| México (Billboard)                               | 6              |
| Países Baixos (Single Tip)                       | 9              |
| New Zealand Hot Singles (RMNZ)                   | 37             |
| New Zealand Hot Singles (RMNZ) Remix com Cardi B | 25             |
| Nicarágua (Monitor Latino)                       | 15             |
| Panamá (Monitor Latino)                          | 1              |
| Paraguai (Monitor Latino)                        | 6              |
| Peru (Billboard)                                 | 6              |
| Portugal (AFP)                                   | 3              |
| San Marino (SMRRTV Top 50)                       | 48             |
| Espanha (PROMUSICAE)                             | 1              |
| Suriname (Nationale Top 40)                      | 34             |
| Suíça (Schweizer Hitparade)                      | 14             |
| Uruguai (Monitor Latino)                         | 1              |
| Estados Unidos (Billboard Hot 100)               | 63             |
| Estados Unidos (Billboard Hot Latin Songs)       | 7              |
| Estados Unidos (Billboard Hot Latin Airplay)     | 1              |
| Estados Unidos (Billboard Rhythmic)              | 37             |

| Paradas musicais (2022)        | Posição |
| ------------------------------ | ------- |
| Bélgica (Ultratop Wallonia)    | 67      |
| França (SNEP)                  | 70      |
| Global 200 (Billboard)         | 104     |
| Espanha (PROMUSICAE)           | 3       |
| Suíça (Schweizer Hitparade)    | 63      |
| US Hot Latin Songs (Billboard) | 30      |

## Certificações
| Região | Certificação | Vendas     |
| --- | ------------ | ---------- |
| Brasil (Pro-Música Brasil)                                                                                        | Diamante     | 160,000*   |
| França (SNEP) | Diamante     | 333,333*   |
| Itália (FIMI) | Platina      | 100,000‡   |
| México (AMPROFON)                                                                                                 | 4× Platina   | 560,000*   |
| Portugal (AFP) | 2× Platina   | 20,000^    |
| Espanha (PROMUSICAE)                                                                                              | 10× Platina  | 600,000^   |
| Suíça (IFPI Suíça)                                                                                                | 2× Platina   | 40,000^    |
| Estados Unidos (RIAA)                                                                                             | Platina      | 1,000,000‡ |
| Chile (PROFOVI)                                                                                                   | Platina      | 29,815,140 |
| *números de vendas baseados somente na certificação ‡vendas+valores de streaming baseados somente na certificação |              |            |

## Histórico de lançamento
| País           | Data                 | Formato                     | Gravadora        | Ref.   |
| -------------- | -------------------- | --------------------------- | ---------------- | ------ |
| Vários         | 28 de julho de 2022  | Digital download streaming  | Columbia         | [ 71 ] |
| Itália         | 5 de agosto de 2022  | Rádio contemporânea         | Sony Music Italy | [ 72 ] |
| Estados Unidos | 23 de agosto de 2022 | Rádio rítmica contemporânea | Columbia         | [ 73 ] |